# Unni Kristiansen
Unni Kristiansen (ur. w 1969) – norweska biathlonistka, brązowa medalistka mistrzostw świata. W Pucharze Świata zadebiutowała 26 stycznia 1989 roku w Ruhpolding, zajmując 28. miejsce w biegu indywidualnym. Pierwsze pucharowe punkty (do sezonu 1997/1998 punktowało tylko 25. najlepszych zawodniczek) wywalczyła 16 marca 1989 roku w Steinkjer, gdzie zajęła 13. miejsce w tej samej konkurencji. Nigdy nie stanęła na podium zawodów indywidualnych, jednak 20 stycznia 1991 roku w Ruhpolding i 3 lutego 1991 roku w Oberhofie zajmowała drugie miejsce w biegu drużynowym i sztafecie. Najlepsze wyniki osiągnęła w sezonie 1990/1991, kiedy zajęła 34. miejsce w klasyfikacji generalnej. W 1991 roku wystąpiła na mistrzostwach świata w Lahti, gdzie wspólnie z Synnøve Thoresen, Signe Trosten i Hildegunn Fossen zdobyła brązowy medal w biegu drużynowym. Był to jej jedyny sukces na międzynarodowej imprezie tej rangi. Nigdy nie wystąpiła na igrzyskach olimpijskich.
Była zawodniczką klubu Vestre Trysil IL.

## Osiągnięcia

### Mistrzostwa świata
| Rok  | Miejscowość | Konkurencje | Konkurencje | Konkurencje | Konkurencje | Konkurencje | Konkurencje | Konkurencje |
| Rok  | Miejscowość | IN          | SP          | PU          | MS          | RL          | MR          | SR          |
| ---- | ----------- | ----------- | ----------- | ----------- | ----------- | ----------- | ----------- | ----------- |
| 1991 | Lahti       | –           | –           | nd.         | nd.         | –           | nd.         | –           |

### Puchar Świata

#### Miejsca w klasyfikacji generalnej
| Sezon     | Miejsce |
| --------- | ------- |
| 1988/1989 | 43.     |
| 1990/1991 | 34.     |
| 1991/1992 | 61.     |
| 1992/1993 | -       |

#### Miejsca na podium chronologicznie
Kristiansen nigdy nie stanęła na podium zawodów PŚ.